# Евреи во Вьетнаме
Евреи во Вьетнаме — евреи, проживающие сегодня во Вьетнаме, еврейская история Вьетнама (с XIX века) и еврейское культурное наследие, в том числе иудаизм во Вьетнаме.

## Современное состояние
В стране проживает всего около 300 евреев (примерно 100 — в Ханое и примерно 200 — в Хошимине), в основном это экспаты. Количество вьетнамцев, исповедующих иудаизм, невелико. При этом Вьетнам посещает большое количество израильских и еврейских (из других стран, в том числе СНГ) туристов. В стране действует посольство Израиля, центр ХАБАД, в 2013 году появилась первая во Вьетнаме миква.

## История

### XIX век
Евреи впервые попали в Индокитай и поселились во Вьетнаме вместе с французскими колонизаторами. 1860—1870 годы отмечены появлением во Вьетнаме небольшого, но стабильного еврейского присутствия. В конце XIX века большую активность во вьетнамских делах, торговле и строительстве инфраструктуры (в частности, железных дорог) проявил судовладелец по имени Жиль Руэ (Jules Rueff), купец и колониальный деятель. Еврейские солдаты сражались за Францию и во время Тонкинской кампании.

### ДоВторой Мировой войны
В 1902 году в Ханое открывала свои двери французская школа. Один из её основателей — еврей Сильвен Леви (Sylvain Lévi).
К 1939 году еврейское население Хайфона, Ханоя, Сайгона и Турана в совокупности составляло тысячу человек.

### Вторая Мировая война
Так как Вьетнам был колонией Франции, на него распространилась власть вишистов. Они ввели в действие дискриминационный «Статут о евреях». Последних увольняли с работы и не принимали (свыше квоты в 2 %) в школы. Эти меры были отменены после освобождения метрополии от немцев зимой 1945 года.

### Независимость
До того, как французы покинули Вьетнам в 1954 году, еврейское население Индокитая (Вьетнам, Лаос, Камбоджа) составляло около 1500 человек; большинство из них навсегда покинуло регион вместе с французами. Израиль принял несколько сотен беженцев из Вьетнама.
К 2005 году все жившие во Вьетнаме евреи были приезжими контрактными работниками. В Хошимине действует еврейская школа при ХаБаДе, в которой учатся 15 детей (по состоянию на 2009 год).

## Вьетнам и Израиль
Установлены дипломатические отношения на уровне посольств (с 1993 года). Посольство Израиля занимается в стране в том числе и медицинской благотворительностью. После установления дипломатических отношений с Израилем в стране начал работать ХАБАД, развивались экономические связи (сельское хозяйство, молочное животноводство, очистка воды). Росла и обустраивалась еврейская община.
В 1992 году в джунглях Вьетнама и Лаоса был открыт новый вид животных — саола. Он стал примером случая, когда животное, формально соответствующее всем признакам кошерности, некошерно из-за отсутствия у евреев традиции употреблять его в пищу.